# Ujeźdźce (rejon dubieński)
Ujeźdźce (ukr. Уїздці, Ujizdci) – wieś na Ukrainie, w obwodzie rówieńskim, w rejonie dubieńskim, w hromadzie Ostrożec. W 2001 liczyła 583 mieszkańców.
W okresie międzywojennym wieś znajdowała się w granicach II RP, wchodząc w skład gminy Malin w powiecie dubieńskim, w województwie wołyńskim.